# 손일봉
손일봉(孫一峯, 1912년 ~ 1941년 12월 12일)은 일제강점기 한국의 독립운동가이다.

## 생애
1912년 평안북도 의주(義州)에서 태어났다.
1931년 중화민국 청도(靑島)로 건너가 조선민족해방투쟁동맹(朝鮮民族解放鬪爭同盟)의 일원으로 반일활동에 참가하였으며, 상하이(上海)에서 일제 밀정을 제거하는 활동을 하였다. 또한 그는 1934년 3월 3일에는 강병학 의사의 제2차 홍커우[洪口] 공원의거라 할 수 있는 '상하이 신사 투탄의거'(上海神社投彈義擧)를 계획·주도했다. 이 의거는 윤봉길의 상하이 의거 당시 죽은 일본 군인들에 대한 초혼제에 참석하는 일본군 고관암살을 목적으로 특무대장 박창세가 송병조·조소앙 등과 협의하여 결행한 한국독립당의 무력적 파괴행동이었으나, 폭탄불발로 실패하고 말았다. 그는 바로 이 투탄사건의 공모자의 한사람이었다.
1934년 중앙육군군관학교 군관훈련반에 입교, 1935년 동교를 졸업하고, 10월에는 중앙육군군관학교 광동 제4분교에 재입학하여 1938년 졸업하였다.
그 후 포병 53단에서 활동하였고, 이어 포병 56단에 파견되어 간부훈련단 교관 및 탄약대장을 역임하였다.
그 뒤 다시 포병 54단에 파견되어 전차방어포 연장(連長)을 역임하면서 하남 성(河南 省)과 호북성 일대의 대소 전투에 수십 차례 참전하였다.
1940년에는 민족혁명당원(民族革命黨員)으로 조선의용대(朝鮮義勇隊)에 입대하여 제1지대 제1전구 사령부에 소속되어 있다가, 1941년 조선의용대 화북지대 분대장으로서 화북적후공작을 전개하였다. 그러나 그 해 12월 21일 호가장(胡家莊)에 주둔하고 있던 중 일본군에게 기습당하여 주력부대를 호위하기 위해 맞서 싸우다가 전사했다.

## 사후
1993년 대한민국 정부에서 건국훈장 애국장을 추서하였다.